# Windkanal (Zeitschrift)
Windkanal ist eine Fachzeitschrift für Blockflötistinnen und Blockflötisten. Sie dient Musikern in unterschiedlichen Tätigkeitsbereichen als Informations- und Diskussionsorgan. 
Die Bereiche Hochschule, Musikschule, Konzertpraxis, Kirchengemeinde, Spielkreis und Erwachsenenbildung werden durch die Zeitschrift im Blick auf das Instrument Blockflöte abgedeckt. Es werden auch Komponisten, Instrumentenbauer und Verlage für Blockflöte regelmäßig vorgestellt.
Themen sind: Alte und Neue Musik für Blockflöte, Musikerportraits und -interviews sowie ein Terminkalender, der über Symposien, Kongresse und Fortbildungsveranstaltungen in deutschsprachigen Ländern informiert.
Zielgruppe des Magazins ist sowohl der professionelle Instrumentalist als auch der engagierte Laie und Hobbymusiker.
Windkanal wird herausgegeben von der Conrad Mollenhauer GmbH in Fulda. Das Magazin erscheint seit 1997 in der Regel in jedem Quartal mit 40 bis 44 Seiten bei einer Auflage von 1.750 Stück.
Seit 2017 gibt es die Zeitschrift auch im E-Paper-Format. 